# Yucunduta
Yucunduta är en ort i Mexiko.   Den ligger i kommunen Metlatónoc och delstaten Guerrero, i den sydöstra delen av landet, 250 km söder om huvudstaden Mexico City. Yucunduta ligger 2 584 meter över havet och antalet invånare är 292.
Terrängen runt Yucunduta är bergig åt sydost, men åt nordväst är den kuperad. Yucunduta ligger uppe på en höjd. Runt Yucunduta är det ganska glesbefolkat, med 43 invånare per kvadratkilometer. Närmaste större samhälle är Malinaltepec, 16,3 km väster om Yucunduta. I omgivningarna runt Yucunduta växer huvudsakligen savannskog.